# Alchemilla epipsila
Alchemilla epipsila är en rosväxtart som beskrevs av Sergei Vasilievich Juzepczuk. Alchemilla epipsila ingår i släktet daggkåpor, och familjen rosväxter. Inga underarter finns listade i Catalogue of Life.